# Arrecife Alacrán
Arrecife Alacranes (Récif des Scorpions en français) est un récif corallien situé dans le golfe du Mexique, à 134 km au nord de la péninsule du Yucatán.
Entourant un groupe d'îles, c'est le plus grand récif corallien du golfe du Mexique. Le site est déclaré comme faisant partie du patrimoine mondial de l'UNESCO.
Il s'étend sur 26 km de long pour 13,5 km de large. Il est composé de cinq îles ayant de la végétation, appelées Desterrada, Desertora, Pérez, Chica et Pájaros. Un phare  a été construit sur l'île Pérez en 1900.

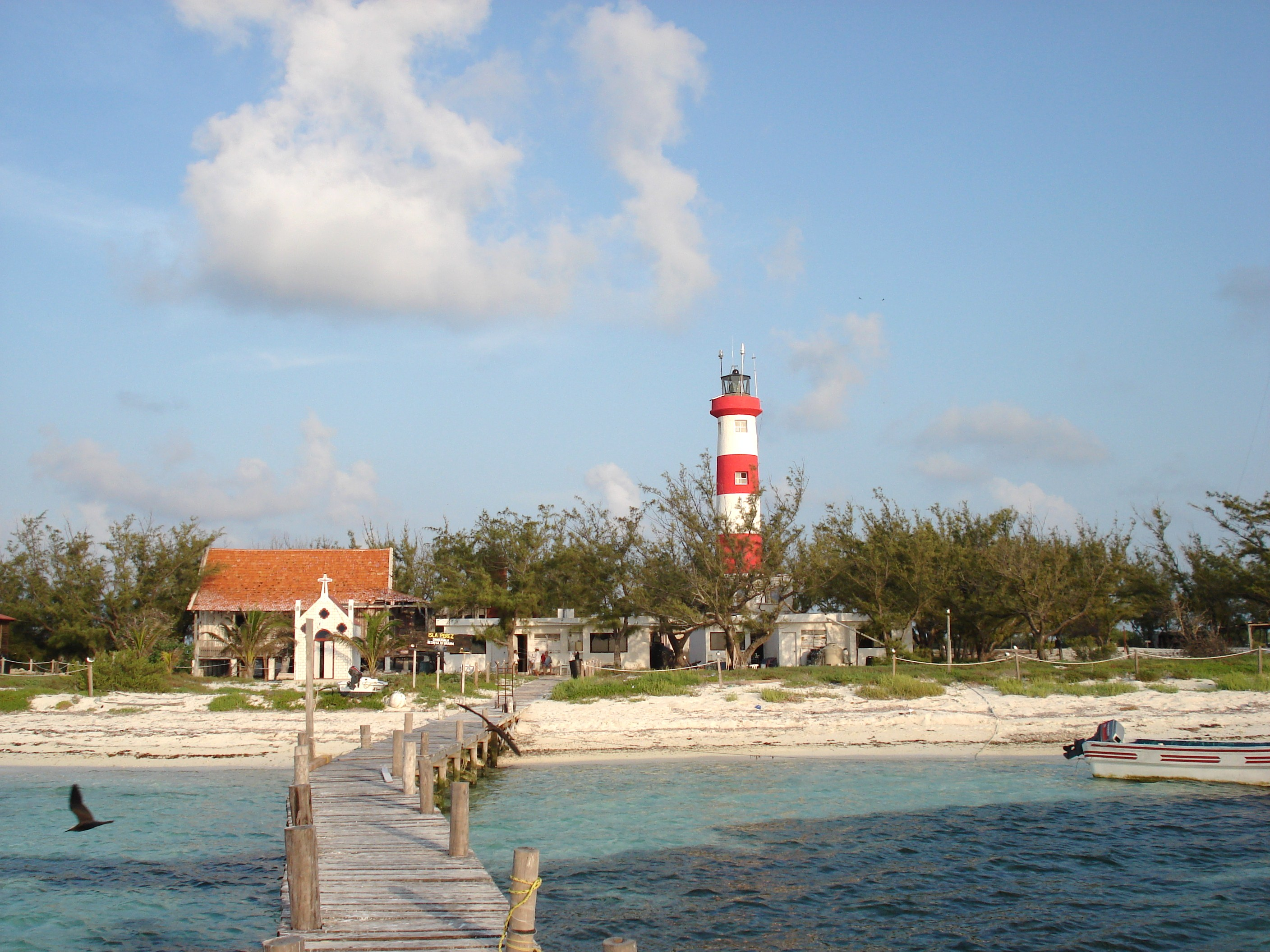
Débarcadère et phare de l'île Pérez